# Liste der Kulturdenkmäler in Salmshausen
Die folgende Liste enthält die in der Denkmaltopographie ausgewiesenen Kulturdenkmäler auf dem Gebiet des Ortsteils Salmshausen der  Stadt Schrecksbach, Schwalm-Eder-Kreis, Hessen.
Hinweis: Die Reihenfolge der Denkmäler in dieser Liste orientiert sich an der Anschrift, alternativ ist sie auch nach der Bezeichnung oder der Bauzeit sortierbar.
Kulturdenkmäler werden fortlaufend im Denkmalverzeichnis des Landes Hessen durch das Landesamt für Denkmalpflege Hessen auf Basis des Hessischen Denkmalschutzgesetzes (HDSchG) geführt. Die Schutzwürdigkeit eines Kulturdenkmals hängt nicht von der Eintragung in das Denkmalverzeichnis des Landes Hessen oder der Veröffentlichung in der Denkmaltopographie ab.

| Bild            | Bezeichnung                                  | Lage                                                                            | Beschreibung | Bauzeit | Daten |
| --------------- | -------------------------------------------- | ------------------------------------------------------------------------------- | ------------ | ------- | ----- |
| Bild gesucht BW | Gesamtanlage Salmshausen                     | Honigweg 1; Nagelweg 3; Röllshäuser Straße 7–15, 10–18; Zur Kirche 1, 3, 4 Lage |              |         |       |
| Bild gesucht BW | Hofanlage Röllshäuser Straße 3               | Röllshäuser Straße 3 LageFlur: 5, Flurstück: 26                                 |              | 1893    |       |
| Bild gesucht BW | Hofanlage Röllshäuser Straße 5               | Röllshäuser Straße 5 LageFlur: 2, Flurstück: 1/1, 86/4                          |              | um 1900 |       |
| Bild gesucht BW | Wohnwirtschaftsgebäude Röllshäuser Straße 11 | Röllshäuser Straße 11 LageFlur: 2, Flurstück: 7                                 |              | 1877    |       |
| Bild gesucht BW | Hofanlage Röllshäuser Straße 13              | Röllshäuser Straße 13 LageFlur: 2, Flurstück: 10                                |              | 1751    |       |
| Bild gesucht BW | Wohnwirtschaftsgebäude Röllshäuser Straße 14 | Röllshäuser Straße 14 LageFlur: 2, Flurstück: 41/4                              |              | 1877    |       |
| Bild gesucht BW | Hofanlage Röllshäuser Straße 15              | Röllshäuser Straße 15 LageFlur: 2, Flurstück: 12/1                              |              | 1838    |       |
| Bild gesucht BW | Wohnwirtschaftsgebäude Röllshäuser Straße 18 | Röllshäuser Straße 18 LageFlur: 2, Flurstück: 19 + 78/17                        |              | 1809    |       |
| Bild gesucht BW | Evangelische Filialkirche                    | Zur Kirche LageFlur: 6, Flurstück: 3/5                                          |              | 1954    |       |
| Bild gesucht BW | Hofanlage Zur Kirche 3                       | Zur Kirche 3 LageFlur: 2, Flurstück: 72/25                                      |              | 1802    |       |
| Bild gesucht BW | Ernhaus Zur Kirche 4                         | Zur Kirche 4 LageFlur: 2, Flurstück: 30/1                                       |              | 1795    |       |